# Фриссен, Ханс
Ханс Петер Фриссен Вуттеке (исп. Hans Peter Friessen Wutteke; 10 сентября 1949, Гвадалахара — 21 октября 2023, Гвадалахара) — мексиканский футболист, выступавший в конце 1960-х и первой половине 1970-х годов на профессиональном уровне за три клуба родного города.

## Биография
Ханс Фриссен, сын иммигрантов из Германии, дебютировал в чемпионате Мексики в составе клуба «Атлас» из Гвадалахары 6 июня 1968 года и в первой же игре отметился двумя забитыми голами («Атлас» выиграл со счётом 6:0). Затем Фриссен уехал учиться в США, где получил степень в области делового администрирования. Согласно данным архива Национальной ассоциации студенческого спорта, за четырёхлетний период пребывания в Сан-Франциско Фриссен добился немалых успехов: он играл в финале футбольного чемпионата NCAA 1969 года, в 1971 году выиграл Западную региональную Лигу NCAA, а с 1969 по 1971 год трижды подряд входил во Всеамериканский список заслуженных игроков организации (All-American Honorable Mention). В 1968 году Фриссен выступал за Олимпийскую сборную Мексики.
В 1971 году Ханс вернулся в Мексику, где у него продолжал действовать контракт с «Атласом» и он сыграл в ещё одной встрече за эту команду, но вскоре его выкупил более титулованный клуб, «Гвадалахара». Уникальность ситуации состояла в том, что за «Гвадалахару» всегда выступали (и выступают по сей день) исключительно мексиканцы. Но поскольку Фриссен родился в Гвадалахаре и имел паспорт гражданина Мексики, он имел полное право на выступление за «Козлов». По сей день Фриссен остаётся единственным футболистом немецкого происхождения, который когда-либо играл за «Гвадалахару». В сезоне 1971/72 он отметился тремя забитыми голами в 15 матчах (1 в ворота «Пачуки» и 2 в ворота УНАМ Пумаса). В сезоне 1972/73 он сыграл в 12 матчах и забил по одному голу в ворота «Сантоса Лагуны» и «Атласа». Также он забил четыре гола в розыгрыше Кубка Мексики. В сезоне 1973/74 Фриссен сыграл лишь в трёх матчах чемпионата Мексики и не забил ни одного гола.
В 1974 году Фриссен перешёл в «Текос УАГ», пребывавший в то время во Втором дивизионе Мексики. Он помог своей команде выиграть Второй дивизион, однако в возрасте 24 лет и 11 месяцев принял решение завершить карьеру футболиста, поскольку его родители не считали её перспективной. В 1976—1977 годах, впрочем, Фриссен выступал в товарищеских турнирах, которые организовывала «Гвадалахара», а в 1978 году ненадолго вернулся в профессиональный спорт.
Владел испанским, немецким, английским и французским языками. В конец 2000-х годов Ханс вместе со своим братом Гюнтером регулярно выступал в футбольной Лиге ветеранов города Гвадалахары.
Ханс Фриссен умер 21 октября 2023 года в возрасте 74 лет.

## Достижения
- Чемпион Второго дивизиона Мексики (1): 1974/75
- Победитель Западной региональной Лиги NCAA 1971 года (студенческий спорт)